# اندیس نصرت آباد
نصرت آباد یک اندیس فلزی است که در  استان سیستان و بلوچستان قرار دارد و مادهٔ معدنی موجود در آن، کرومیت است.سنگ میزبان این اندیس پریدوتیت تکتونیزه است و دیرینگی آن به دوران کرتاسه بالایی می‌رسد. 